# Elias Kachunga
Elias Kachunga (ur. 22 kwietnia 1992 w Haan) – kongijski piłkarz występujący na pozycji napastnika w Huddersfield Town.